# سفره‌ماهی نقاب‌دار نگارین
سفره‌ماهی نقاب‌دار نگارین (نام علمی: Neotrygon leylandi) نام یک گونه از سرده سفره‌ماهی نقاب‌دار است.